# Tetrastigma coriaceum
Tetrastigma coriaceum là một loài thực vật hai lá mầm trong họ Nho. Loài này được (DC.) Gagnep. miêu tả khoa học đầu tiên năm 1910.